# Regimiento de Especialidades de Ingenieros n.º 11

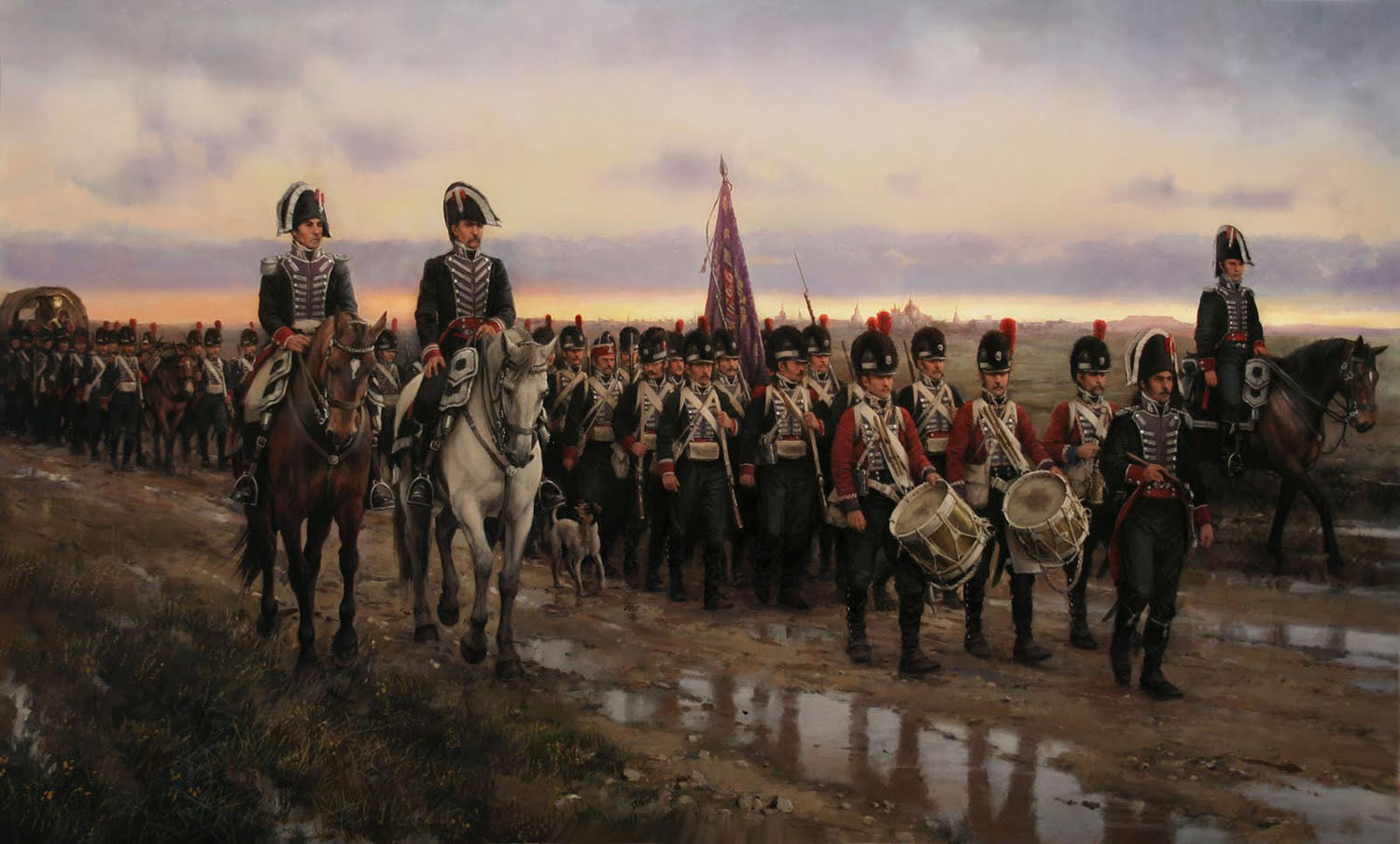
Regimiento Real de Minadores-Zapadores abandonando Alcalá de Henares el 24 de mayo de 1808, por Augusto Ferrer-Dalmau.

En la actualidad el Regimiento de Ingenieros 7, de guarnición en la Plaza de Ceuta, es el heredero oficial de esta primera Unidad y por ende la Unidad de Ingenieros que actualmente es la más antigua de España.

## Historia
La historia de este Regimiento proviene del Regimiento Real de Zapadores-Minadores' (1802), del cual se crea en 1860 el 2.º Regimiento de Ingenieros a partir del 3.º Batallón de aquel Regimiento Real. Sin embargo no es el heredero del historial del Regimiento Real de Zapadores-Minadores (1802) cuyo honor recae en el actual Regimiento de Ingenieros número 7 de Ceuta. 
El 2.º Regimiento de Ingenieros estaba acuartelado en Alcalá de Henares, pero en 1965 se traslada al Acuartelamiento General Arroquia de Salamanca, donde sigue actualmente.
El R.E.I. 11 ha tenido distintos nombres a lo largo de su historia. De ser el 2.º Regimiento de Ingenieros pasa a llamarse Regimiento de Zapadores para Cuerpo de Ejército, después Regimiento de Zapadores de la Reserva General (1976) y finalmente Regimiento de Especialidades de Ingenieros n.º 11 (1988). Ha participado en varias misiones internacionales, incluyendo Afganistán, Irak, Kosovo o Líbano entre otras.

## Escudo

Escudo del REI-11.

Emblema del Arma de Ingenieros (España).

En junio de 1991 se modificó el escudo de este Regimiento para actualizarlo y marcar su unión con la ciudad de Salamanca. El escudo es de fondo en gules (rojo), llevando un fuerte pentagonal abaluartado vaciado en plata en el centro. Dentro de este fuerte se aprecia una encina y un endentado con cinco dientes, ambos en dorado.
El significado de estos elementos es el siguiente:
- Fuerte pentagonal: es un símbolo representativo del trabajo de la Unidad en cuanto a su organización en el terreno.
- Encina: simboliza fortaleza y tenacidad en las empresas. También, al ser un árbol típico salmantino, representa el enraizamiento de este Regimiento en la ciudad de Salamanca.
- Endentado inferior: alude a las obras de consolidación del terreno y a las típicas fortalezas castellanas.

## Organización
El R.E.I. 11 está compuesto por el Mando, Compañía de Plana Mayor Regimental y dos Batallones: 1º 'Caminos y 2º'Castrametación. 
- Batallón de Caminos: Compañías de Plana Mayor, 1.ª compañía, 2ª compañía y 3ª compañía.
- Batallón de Castrametación: Compañía de Plana Mayor y 3 compañías : 1ª Cía. y 2ª Cía (gemelas) y 3ª Cía. (reducida)

## Recompensas y condecoraciones
El R.E.I. 11 ha sido reconocido en numerosas ocasiones y cuenta con tres importantes condecoraciones:
- Real y Militar Orden de San Fernando: concedida el 21 de septiembre de 1847 por la Reina Isabel II a los tres Batallones que componían el Regimiento Real de Zapadores-Minadores, otorgándoles el derecho a lucir en sus banderas la Corbata de la Real y Militar Orden de San Fernando. La imposición de esta condecoración fue el 15 de noviembre de 1850.
- Orden Piana: en 1849 se envían a Italia parte de los ejércitos españoles para restablecer la autoridad del papa Pío IX. En esta misión participó el Tercer Batallón del Regimiento de Ingenieros, del que proviene el R.E.I. 11. El Pontífice Pío IX otorga en diciembre de ese mismo año la Corbata de la Orden Piana.
- Orden de Alfonso XII: el 5 de octubre de 1902, durante la celebración del centenario de la creación del Regimiento Real de Ingenieros, el General Cerezo indicó la voluntad del Rey Alfonso XII de hacer ver su cariño por el Arma de Ingenieros, otorgando la Orden de Alfonso XII para acreditar los méritos científicos de estas unidades. El Cuerpo de Ingenieros fue el primero en obtener dicha condecoración creada en esas fechas.

Otras condecoraciones que posee éste Regimiento son:
- Medalla de Oro del Ayuntamiento de Salamanca: concedida en 1956.
- Medalla de Oro de la Provincia de Salamanca: concedida en 2002.
- Medalla de Honor de la Ciudad de Salamanca: concedida en 2006.

## Himno
(Himno del Arma de Ingenieros)
| Soldados valerosos del Arma de Ingenieros. Cantemos a la Patria con recia fe y amor. ¡¡Arriba nuestro lema Lealtad y valor!! El Santo Rey Fernando nos guía y nos protege. Castillo, con trofeos de roble y de laurel nos da su fuerza y gloria triunfaremos con él. | Con fortaleza, lealtad y valor, Gloria a España, al Ejército y al Arma. Los Ingenieros daremos con ardor. Preparando el terreno, dando paso y enlace, o asaltando la brecha disciplina y unión: con ingenio y destreza cumplamos la misión. | En paz, guerra, día o noche trabajemos tenaces y empuñemos las armas superando al mejor. Abnegados, valientes, por tradición y honor. Con fortaleza, lealtad y valor Gloria a España, al Ejército y al Arma los Ingenieros daremos con ardor. |